# Grand Prix Velké Británie 2021
Grand Prix Velké Británie 2021 (oficiálně Formula 1 Pirelli British Grand Prix 2021) se jela na okruhu Silverstone v Silverstonu ve Velké Británii dne 18. července 2021. Závod byl desátým v pořadí v sezóně 2021 šampionátu Formule 1.

## Kvalifikace
| Poř.                       | No. | Jezdec             | Konstruktér               | Časy v kvalifikaci | Časy v kvalifikaci | Časy v kvalifikaci | Poř. |
| Poř.                       | No. | Jezdec             | Konstruktér               | Q1                 | Q2                 | Q3                 | Poř. |
| -------------------------- | --- | ------------------ | ------------------------- | ------------------ | ------------------ | ------------------ | ---- |
| 1                          | 44  | Lewis Hamilton     | Mercedes                  | 1:26.786           | 1:26.023           | 1:26.134           | 1    |
| 2                          | 33  | Max Verstappen     | Red Bull Racing-Honda     | 1:26.751           | 1:26.315           | 1:26.209           | 2    |
| 3                          | 77  | Valtteri Bottas    | Mercedes                  | 1:27.487           | 1:26.764           | 1:26.238           | 3    |
| 4                          | 16  | Charles Leclerc    | Ferrari                   | 1:27.051           | 1:26.919           | 1:26.828           | 4    |
| 5                          | 11  | Sergio Pérez       | Red Bull Racing-Honda     | 1:27.121           | 1:27.073           | 1:26.844           | 5    |
| 6                          | 4   | Lando Norris       | McLaren-Mercedes          | 1:27.444           | 1:27.220           | 1:26.897           | 6    |
| 7                          | 3   | Daniel Ricciardo   | McLaren-Mercedes          | 1:27.323           | 1:27.125           | 1:26.899           | 7    |
| 8                          | 63  | George Russell     | Williams-Mercedes         | 1:27.671           | 1:27.080           | 1:26.971           | 8    |
| 9                          | 55  | Carlos Sainz Jr.   | Ferrari                   | 1:27.337           | 1:26.848           | 1:27.007           | 9    |
| 10                         | 5   | Sebastian Vettel   | Aston Martin-Mercedes     | 1:27.493           | 1:27.103           | 1:27.179           | 10   |
| 11                         | 14  | Fernando Alonso    | Alpine-Renault            | 1:27.580           | 1:27.245           |                    | 11   |
| 12                         | 10  | Pierre Gasly       | AlphaTauri-Honda          | 1:27.600           | 1:27.273           |                    | 12   |
| 13                         | 31  | Esteban Ocon       | Alpine-Renault            | 1:27.415           | 1:27.340           |                    | 13   |
| 14                         | 99  | Antonio Giovinazzi | Alfa Romeo Racing-Ferrari | 1:27.595           | 1:27.617           |                    | 14   |
| 15                         | 18  | Lance Stroll       | Aston Martin-Mercedes     | 1:28.017           | 1:27.665           |                    | 15   |
| 16                         | 22  | Júki Cunoda        | AlphaTauri-Honda          | 1:28.043           |                    |                    | 16   |
| 17                         | 7   | Kimi Räikkönen     | Alfa Romeo Racing-Ferrari | 1:28.062           |                    |                    | 17   |
| 18                         | 6   | Nicholas Latifi    | Williams-Mercedes         | 1:28.254           |                    |                    | 18   |
| 19                         | 47  | Mick Schumacher    | Haas-Ferrari              | 1:28.738           |                    |                    | 19   |
| 20                         | 9   | Nikita Mazepin     | Haas-Ferrari              | 1:29.051           |                    |                    | 20   |
| 107% času vítěze: 1:32.823 |     |                    |                           |                    |                    |                    |      |
| Zdroj:                     |     |                    |                           |                    |                    |                    |      |

## Kvalifikační sprint
| Poř.                                                                | No. | Jezdec             | Konstruktér               | Počet kol | Čas/Odstoupení | Pořadí na startu | Body | Konečné pořadí |
| ------------------------------------------------------------------- | --- | ------------------ | ------------------------- | --------- | -------------- | ---------------- | ---- | -------------- |
| 1                                                                   | 33  | Max Verstappen     | Red Bull Racing-Honda     | 17        | 25:38.426      | 2                | 3    | 1              |
| 2                                                                   | 44  | Lewis Hamilton     | Mercedes                  | 17        | +1.430         | 1                | 2    | 2              |
| 3                                                                   | 77  | Valtteri Bottas    | Mercedes                  | 17        | +7.502         | 3                | 1    | 3              |
| 4                                                                   | 16  | Charles Leclerc    | Ferrari                   | 17        | +11.278        | 4                |      | 4              |
| 5                                                                   | 4   | Lando Norris       | McLaren-Mercedes          | 17        | +24.111        | 6                |      | 5              |
| 6                                                                   | 3   | Daniel Ricciardo   | McLaren-Mercedes          | 17        | +30.959        | 7                |      | 6              |
| 7                                                                   | 14  | Fernando Alonso    | Alpine-Renault            | 17        | +43.527        | 11               |      | 7              |
| 8                                                                   | 5   | Sebastian Vettel   | Aston Martin-Mercedes     | 17        | +44.439        | 10               |      | 8              |
| 9                                                                   | 63  | George Russell     | Williams-Mercedes         | 17        | +46.652        | 8                |      | 12             |
| 10                                                                  | 31  | Esteban Ocon       | Alpine-Renault            | 17        | +47.395        | 13               |      | 9              |
| 11                                                                  | 55  | Carlos Sainz Jr.   | Ferrari                   | 17        | +47.798        | 9                |      | 10             |
| 12                                                                  | 10  | Pierre Gasly       | AlphaTauri-Honda          | 17        | +48.763        | 12               |      | 11             |
| 13                                                                  | 7   | Kimi Räikkönen     | Alfa Romeo Racing-Ferrari | 17        | +50.677        | 17               |      | 13             |
| 14                                                                  | 18  | Lance Stroll       | Aston Martin-Mercedes     | 17        | +52.179        | 15               |      | 14             |
| 15                                                                  | 99  | Antonio Giovinazzi | Alfa Romeo Racing-Ferrari | 17        | +53.225        | 14               |      | 15             |
| 16                                                                  | 22  | Júki Cunoda        | AlphaTauri-Honda          | 17        | +53.567        | 16               |      | 16             |
| 17                                                                  | 6   | Nicholas Latifi    | Williams-Mercedes         | 17        | +55.162        | 18               |      | 17             |
| 18                                                                  | 47  | Mick Schumacher    | Haas-Ferrari              | 17        | +1:08.213      | 19               |      | 18             |
| 19                                                                  | 9   | Nikita Mazepin     | Haas-Ferrari              | 17        | +1:17.648      | 20               |      | 19             |
| 20                                                                  | 11  | Sergio Pérez       | Red Bull Racing-Honda     | 16        | Vibrace        | 5                |      | BOX            |
| Nejrychlejší kolo: Lewis Hamilton (Mercedes) – 1:29.937 (v kole 17) |     |                    |                           |           |                |                  |      |                |
| Zdroj:                                                              |     |                    |                           |           |                |                  |      |                |

Poznámky
1. ↑  George Russell obdržel trest posunu o 3 místa vzad za zavinění kolize s Carlosem Sainzem Jr..
2. ↑  Sergio Pérez odstoupil z kvalifikačního sprintu, ale byl klasifikován, protože odjel více než 90 % délky kvalifikačního sprintu. Zároveň musel startovat z boxové uličky, protože jeho auto bylo upraveno v podmínkách Parc Fermé.

## Závod
| Poř.                                                                           | No. | Jezdec             | Konstruktér               | Počet kol | Čas/Odstoupení | Pořadí na startu | Body |
| ------------------------------------------------------------------------------ | --- | ------------------ | ------------------------- | --------- | -------------- | ---------------- | ---- |
| 1                                                                              | 44  | Lewis Hamilton     | Mercedes                  | 52        | 1:58:23.284    | 2                | 25   |
| 2                                                                              | 16  | Charles Leclerc    | Ferrari                   | 52        | +3.871         | 4                | 18   |
| 3                                                                              | 77  | Valtteri Bottas    | Mercedes                  | 52        | +11.125        | 3                | 15   |
| 4                                                                              | 4   | Lando Norris       | McLaren-Mercedes          | 52        | +28.573        | 5                | 12   |
| 5                                                                              | 3   | Daniel Ricciardo   | McLaren-Mercedes          | 52        | +42.624        | 6                | 10   |
| 6                                                                              | 55  | Carlos Sainz Jr.   | Ferrari                   | 52        | +43.454        | 10               | 8    |
| 7                                                                              | 14  | Fernando Alonso    | Alpine-Renault            | 52        | +1:12.093      | 7                | 6    |
| 8                                                                              | 18  | Lance Stroll       | Aston Martin-Mercedes     | 52        | +1:14.289      | 14               | 4    |
| 9                                                                              | 31  | Esteban Ocon       | Alpine-Renault            | 52        | +1:16.162      | 9                | 2    |
| 10                                                                             | 22  | Júki Cunoda        | AlphaTauri-Honda          | 52        | +1:22.065      | 16               | 1    |
| 11                                                                             | 10  | Pierre Gasly       | AlphaTauri-Honda          | 52        | +1:25.327      | 11               |      |
| 12                                                                             | 63  | George Russell     | Williams-Mercedes         | 51        | +1 kolo        | 12               |      |
| 13                                                                             | 99  | Antonio Giovinazzi | Alfa Romeo Racing-Ferrari | 51        | +1 kolo        | 15               |      |
| 14                                                                             | 6   | Nicholas Latifi    | Williams-Mercedes         | 51        | +1 kolo        | 17               |      |
| 15                                                                             | 7   | Kimi Räikkönen     | Alfa Romeo Racing-Ferrari | 51        | +1 kolo        | 13               |      |
| 16                                                                             | 11  | Sergio Pérez       | Red Bull Racing-Honda     | 51        | +1 kolo        | BOX              |      |
| 17                                                                             | 9   | Nikita Mazepin     | Haas-Ferrari              | 51        | +1 kolo        | 19               |      |
| 18                                                                             | 47  | Mick Schumacher    | Haas-Ferrari              | 51        | +1 kolo        | 18               |      |
| Ret                                                                            | 5   | Sebastian Vettel   | Aston Martin-Mercedes     | 40        | Přehřátí       | 8                |      |
| Ret                                                                            | 33  | Max Verstappen     | Red Bull Racing-Honda     | 0         | Kolize         | 1                |      |
| Nejrychlejší kolo: Sergio Pérez (Red Bull Racing-Honda) – 1:28.617 (v kole 50) |     |                    |                           |           |                |                  |      |
| Zdroj:                                                                         |     |                    |                           |           |                |                  |      |

## Průběžné pořadí po závodě
Pohár jezdců
|        | Pořadí | Jezdec          | Body |
| ------ | ------ | --------------- | ---- |
|        | 1      | Max Verstappen  | 185  |
|        | 2      | Lewis Hamilton  | 177  |
| 1      | 3      | Lando Norris    | 113  |
| 1      | 4      | Valtteri Bottas | 108  |
| 2      | 5      | Sergio Pérez    | 104  |
| Zdroj: |        |                 |      |

Pohár konstruktérů
|        | Pořadí | Konstruktér      | Body |
| ------ | ------ | ---------------- | ---- |
|        | 1      | Red Bull-Honda   | 289  |
|        | 2      | Mercedes         | 285  |
|        | 3      | McLaren–Mercedes | 163  |
|        | 4      | Ferrari          | 148  |
|        | 5      | AlphaTauri-Honda | 49   |
| Zdroj: |        |                  |      |